# 白花合欢
白花合欢（学名：Albizia crassiramea）为豆科合欢属的植物。分布于泰国、越南以及中国大陆的广西、云南等地，多生于海南，目前尚未由人工引种栽培。